# Antonella Bellutti
Antonella Bellutti, född 7 november 1968 i Bolzano, Italien, är en italiensk tävlingscyklist som tog OS-guld i cykelförföljelsen vid olympiska sommarspelen 1996 i Atlanta och OS-guld i poängloppet vid olympiska sommarspelen 2000 i Sydney.